# Secondatia schlimiana
Secondatia schlimiana är en oleanderväxtart som beskrevs av Müll. Arg.. Secondatia schlimiana ingår i släktet Secondatia och familjen oleanderväxter. Inga underarter finns listade i Catalogue of Life.